# Criomorphus inconspicuus
Criomorphus inconspicuus är en insektsart som först beskrevs av Philip Reese Uhler 1877.  Criomorphus inconspicuus ingår i släktet Criomorphus och familjen sporrstritar. Inga underarter finns listade i Catalogue of Life.